# Stefano Antonio Morcelli

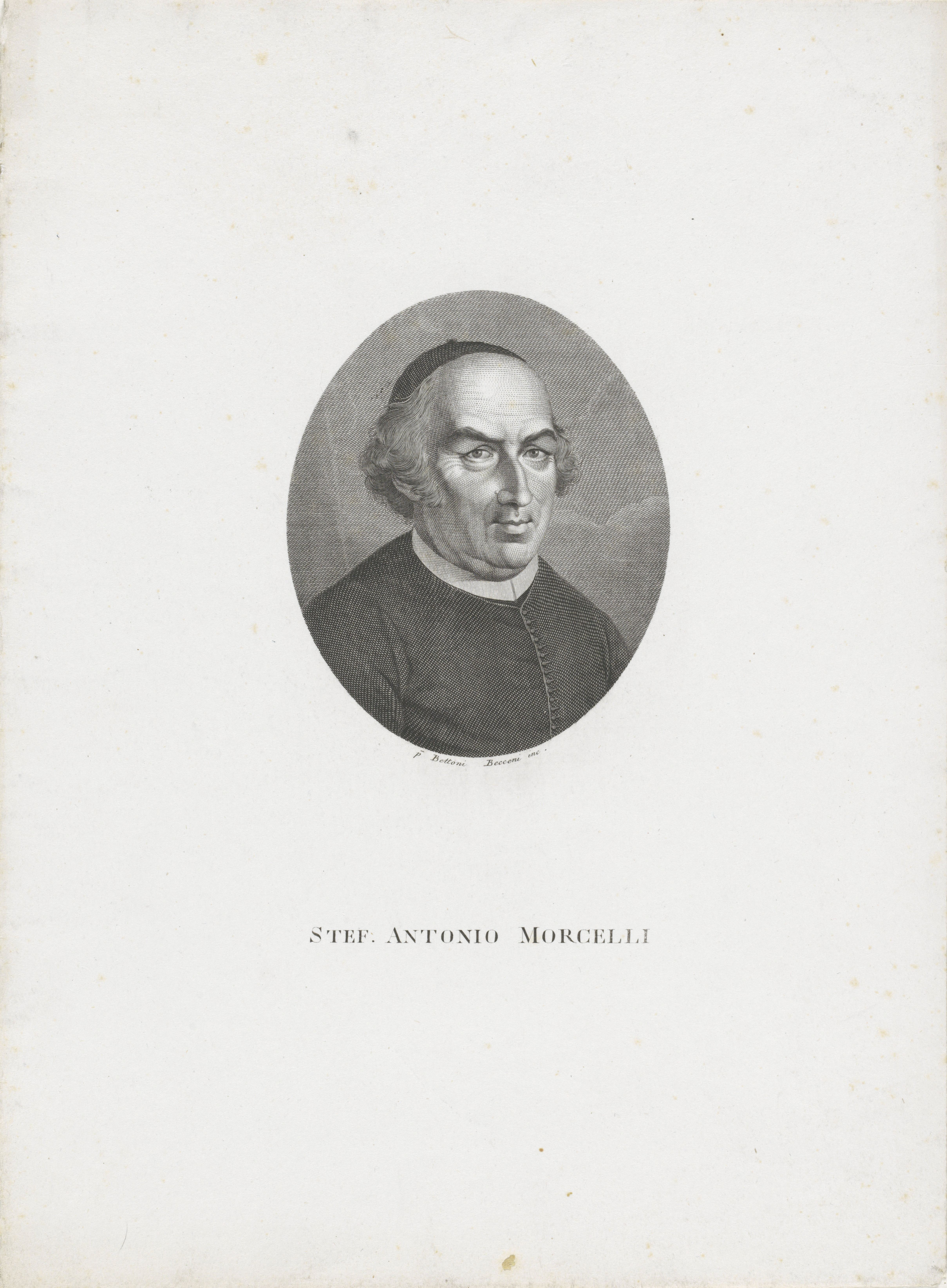
Stefano Antonio Morcelli

Stefano Antonio Morcelli (spr. Mortschelli; * 17. Januar 1737 in Chiari bei Brescia; † 1. Januar 1821 ebenda) war ein italienischer Jesuit und Philologe sowie Epigraphiker.

## Leben
Morcelli war als Jesuit erst Lehrer der Lateinischen Sprache in Fermo, später in Ragusa. 1771 wurde er Professor der Beredsamkeit in Rom und nach der Aufhebung des Jesuitenordens Bibliothekar bei Kardinal Alessandro Albani. 1791 kehrte er nach Chiari als Kapitelpropst zurück und starb 1824. 

## Schriften
- De stylo inscriptionum latinarum, Rom 1780, u. Aufl. von Giuseppe Furlanetto, Padua 1819 bis 1823, 5 Bde.
- Inscriptiones, Rom 1783
- Πάρεργον inscriptionum novissimarum ab anno 1784, Pad. 1818, herausgegeben von And. Andreas;
- Μηνολόγιον τῶν Εὐαγγελίων Ἑορταστικὸν sive Kalendarium Ecclesiæ Constantinopolitanæ, vol. 1, 2 Bde.
- Indication des antiquités de la maison Albani, Rom 1785
- Africa christiana, Rom 1816, 3 Bde.
- Dello scrivere degli antichi Romani dissertazioni accademiche pubblicate per nozze Borromeo D’Adda dal dottor Giovanni Labus con alcune annotazioni, Mailand 1822.
- Comento sull’iscrizion sepolcrale della santa martire Agape e omelia nella traslazione del sacro corpo della medesima martire a Chiari. Modena 1824.
- Tirocinium litterarum sive s. Gregorii Nazianzeni tetrasticha et interpretationes scholiastae veteris primum editae ex codice bibliothecae Albanae, Modena 1826.